# Шанкар Шарму
Шанкар Даял Шарму (гінді शंकर दयाल शर्मा, 19 серпня 1918 — 26 грудня 1999) — індійський державний і політичний діяч, дев'ятий президент країни.

## Життєпис
Народився у брахманській родині. Вищу освіту в галузі англійської літератури, гінді й санскриту в університеті Аллахабада. Потім вивчав право у Кембриджському й Гарвардському університетах.
У 1940-их роках був залучений до національно-визвольної боротьби та вступив до лав ІНК, якому залишався відданим до кінця свого життя. 1952 року очолив уряд князівства Бхопал й перебував на тому посту до 1956 року, коли Бхопал увійшов до складу штату Мадх'я-Прадеш.
У 1960-их роках підтримав Індіру Ганді у боротьбі за лідерство в партії. Входив до складу її кабінету як міністр зв'язку у 1974—1977 роках. 1971 та 1980 років обирався до Лок Сабха (нижньої палати індійського парламенту) від Бхопала.
1984 року став губернатором штату Андхра-Прадеш. У ті часи сикхські екстремісти вбили його дочку Гітанжалі й зятя, Лаліта Макена, молодого члена парламенту й перспективного політика. Окрім того, 31 жовтня 1984 року була вбита Індіра Ганді. Невдовзі, 1985 року, у розпал конфлікту між центральною владою Індії та сикхськими екстремістами, Шанкар Шарму зайняв пост губернатора штату Пенджаб, де в основному проживають сикхи. 1986 року став губернатором штату Махараштра. 1987 року був обраний на пост віце-президента Індії й голови верхньої палати парламенту (Радж'я Сабха).
1992 року, будучи віце-президентом, після важкої передвиборної кампанії, здобув 66 % голосів і виграв президентські вибори. За часів його п'ятирічної каденції активно виконував представницькі функції, призначав та звільняв від посад губернаторів. За останній рік президентства привів до присяги трьох прем'єр-міністрів. На другий термін не балотувався.